# My Sharona
Singles de The Knack
Good Girls Don't
(1979)
My Sharona est une chanson interprétée par le groupe de rock américain The Knack, écrite et composée par deux de ses membres, Doug Fieger et Berton Averre (en), et produite par Mike Chapman. Sortie en single le 18 juin 1979, elle est extraite de l'album Get the Knack (en).
Premier single de The Knack, il connaît un grand succès international et reste le titre le plus connu du groupe.
Aux États-Unis, il atteint la première place du Billboard Hot 100 le 25 août 1979 qu'il conserve durant six semaines et devient le single distribué par Capitol Records le plus rapidement vendu depuis I Want to Hold Your Hand des Beatles.
My Sharona arrive également en tête du classement annuel des ventes de singles aux États-Unis en 1979.

## Historique
My Sharona est construit autour d'un riff de guitare facilement reconnaissable, composé par le guitariste du groupe, Berton Averre, bien avant qu'il ne rejoigne The Knack. La source d'inspiration des paroles est une jeune femme de 17 ans nommée Sharona Alperin dont le chanteur-guitariste Doug Fieger est tombé follement amoureux alors qu'il avait 25 ans. À chaque fois qu'il pensait à elle, il pensait au riff d'Averre. Les deux musiciens travaillèrent alors sur la structure et la mélodie de la chanson.
La passion de Fieger pour Alperin a fini par porter ses fruits, Doug et Sharona ont formé un couple pendant près de quatre ans, jusqu'à ce que Sharona rompe la relation pour devenir, a-t-elle déclaré, « sa propre Sharona, et celle de personne d'autre »,.
Après avoir été en froid pendant quelque temps, le musicien et la jeune femme sont devenus amis et le sont restés jusqu'à la mort de Doug Fieger en 2010.
Sharona Alperin est devenue agent immobilier à Los Angeles.
Dave Grohl des Foo Fighters a déclaré que My Sharona était l'une de ses chansons favorites. Lorsqu'il était batteur de Nirvana, il arrivait que le groupe reprenne en concert cette chanson.

## Pochette
Sharona Alperin a accepté de poser pour la pochette du single. Vêtue d'un débardeur blanc moulant et d'un jean, elle tient la pochette de l'album Get the Knack.

## Classements hebdomadaires
| Classement (1979-1980)                 | Meilleure position |
| -------------------------------------- | ------------------ |
| Allemagne (GfK Entertainment)          | 12                 |
| Australie (Kent Music Report)          | 1                  |
| Autriche (Ö3 Austria Top 40)           | 13                 |
| Belgique (Flandre Ultratop 50 Singles) | 12                 |
| Canada (RPM Top Singles)               | 1                  |
| États-Unis (Billboard Hot 100)         | 1                  |
| Irlande (IRMA)                         | 14                 |
| Italie (FIMI)                          | 1                  |
| Nouvelle-Zélande (RMNZ)                | 3                  |
| Pays-Bas (Single Top 100)              | 13                 |
| Royaume-Uni (UK Singles Chart)         | 6                  |
| Suisse (Schweizer Hitparade)           | 7                  |

## Certifications
| Pays                  | Certification | Unités certifiées |
| --------------------- | ------------- | ----------------- |
| Canada (Music Canada) | Platine       | 150 000           |
| États-Unis (RIAA)     | Or            | 1 000 000         |
| Italie (FIMI)         | Or            | 25 000            |
| Royaume-Uni (BPI)     | Or            | 400 000           |

## Reprises et parodies
My Sharona a fait l'objet de reprises par divers artistes, parmi lesquels la chanteuse Sabrina Salerno (sous son prénom) en 1987, le groupe Destruction en 1990 sur l'album Cracked Brain, le groupe de hard rock français Blackwhite dans un album de 1991 intitulé Slave To Life, le groupe japonais Polysics (2002), le groupe HammerFall en 2009 dans l'album No Sacrifice, No Victory. Le groupe britannique Royal Blood en a aussi fait un enregistrement publié par la BBC sur une compilation en 2017.
Keren Ann et KT Tunstall ont interprété cette chanson au cours de l'émission Tararata.
Elle a été samplée sans autorisation par le groupe Run-DMC sur son titre It's Tricky.
De nombreuses parodies ont pour base cette chanson. L'une des plus connues est l'adaptation en français par Michaël Youn sous le titre Comme des conards par Les Conards en 2004 qui se classe 3e en France et en Belgique et 11e en Suisse.
Weird Al Yankovic a parodié cette chanson dès 1979 avec My Bologna (en) qui est le premier single de l'artiste.
Il arrive que la chanson soit référencée par erreur comme étant des Ramones,.
Elle a été reprise par l'actrice Jaz Sinclair dans la série télévisée Les Nouvelles Aventures de Sabrina.
En 2025, une reprise a été réalisée par l'agence Sid Lee pour le compte de RONA en modifiant les paroles notamment "Mike chez Rona": cette publicité est devenu virale,,,

## Au cinéma
Le morceau est présent dans la bande originale des films :
- RocketMan (Stuart Gillard, 1997) ;
- Génération 90 (Reality Bites) (Ben Stiller, 1990) ;
- Super 8 (J. J. Abrams, 2011) ;
- Everybody Wants Some!! (Richard Linklater, 2016).

## Dans la littérature
Le morceau est fréquemment cité dans le roman L'homme de la montagne de Joyce Maynard et des extraits de paroles en constituent les titres des grands chapitres. En fin d'ouvrage dans les Remerciements l'auteure évoque une "chanson, faussement simple et terriblement envoûtante, où s'exprime, peut-être mieux que tout autre air de rock and roll, la pulsion irrésistible de l'obsession sexuelle"